# Tabanus fumifer
Tabanus fumifer är en tvåvingeart som beskrevs av Walker 1856. Tabanus fumifer ingår i släktet Tabanus och familjen bromsar. Inga underarter finns listade i Catalogue of Life.